# Exoprosopa bowdeni
Exoprosopa bowdeni is een vliegensoort uit de familie van de wolzwevers (Bombyliidae). De wetenschappelijke naam van de soort is voor het eerst geldig gepubliceerd in 1990 door Sanchez-Terron.